# Setosphaeria khartoumensis
Setosphaeria khartoumensis är en svampart som beskrevs av El Shafie & J. Webster 1981. Setosphaeria khartoumensis ingår i släktet Setosphaeria och familjen Pleosporaceae.   Inga underarter finns listade i Catalogue of Life.